# Елко (Південна Кароліна)
Елко (англ. Elko) — місто (англ. town) в США, в окрузі Барнвелл штату Південна Кароліна. Населення — 140 осіб (2020).

## Географія
Елко розташоване за координатами 33°22′51″ пн. ш. 81°22′50″ зх. д. / 33.38083° пн. ш. 81.38056° зх. д. (33.380745, -81.380525).  За даними Бюро перепису населення США в 2010 році місто мало площу 2,72 км², уся площа — суходіл.

## Демографія
Згідно з переписом 2010 року, у місті мешкали 193 особи в 81 домогосподарстві у складі 48 родин. Густота населення становила 71 особа/км².  Було 100 помешкань (37/км²).
Расовий склад населення:
| - 59,1 % — чорних або афроамериканців - 40,4 % — білих |

До двох чи більше рас належало 0,5 %. Частка іспаномовних становила 0,5 % від усіх жителів.
За віковим діапазоном населення розподілялося таким чином: 24,4 % — особи молодші 18 років, 59,0 % — особи у віці 18—64 років, 16,6 % — особи у віці 65 років та старші. Медіана віку мешканця становила 39,9 року. На 100 осіб жіночої статі у місті припадало 103,2 чоловіків;  на 100 жінок у віці від 18 років та старших — 108,6 чоловіків також старших 18 років.
Середній дохід на одне домашнє господарство  становив 39 954 долари США (медіана — 21 875), а середній дохід на одну сім'ю — 46 992 долари (медіана — 26 250). За межею бідності перебувало 47,0 % осіб, у тому числі 63,8 % дітей у віці до 18 років та 38,5 % осіб у віці 65 років та старших.
Цивільне працевлаштоване населення становило 59 осіб. Основні галузі зайнятості: виробництво — 20,3 %, будівництво — 15,3 %, транспорт — 8,5 %, мистецтво, розваги та відпочинок — 8,5 %.